# Anosia cleophile
Anosia cleophile är en fjärilsart som beskrevs av Jean Baptiste Godart 1819. Anosia cleophile ingår i släktet Anosia och familjen praktfjärilar. Inga underarter finns listade i Catalogue of Life.